# Effetti collaterali. Come le case farmaceutiche ingannano medici e pazienti
Effetti collaterali. Come le case farmaceutiche ingannano medici e pazienti (titolo originale inglese Bad Pharma. How Drug Companies Mislead Doctors and Harm Patients) è un'indagine scientifica divulgativa, scritta dal medico e divulgatore scientifico britannico Ben Goldacre. Pubblicato in originale nel 2012 e in Italia nel 2013 da Mondadori, tratta il problema delle influenze dell'industria farmaceutica sui processi che portano alle scelte di istituzioni pubbliche, medici e pazienti riguardo all'efficacia delle terapie a disposizione.

## Contenuto
(Ben Goldacre, Introduzione, pag. 5)
In questo libro l'autore affronta il problema delle manipolazioni e distorsioni operate principalmente dall'industria farmaceutica sulle procedure utilizzate per dimostrare la validità dei loro prodotti, mettendo in luce tramite una documentazione rigorosa e dati statistici come questo influenzi l'azione di istituzioni, medici e pazienti nello scegliere come curarsi. Emblematico, in tal senso, il caso della Reboxetina (bias in cui è incappato lo stesso Goldacre), a causa dell'omissione nella pubblicazione dei risultati di studi clinici negativi e con maggior rilievo statistico, e di quelli in cui emergevano i più marcati effetti collaterali del farmaco quando confrontato con le terapie in uso.
Per far comprendere come questo possa avvenire, viene dapprima spiegato il funzionamento dei moderni metodi statistici (revisioni sistematiche e metanalisi) usati nel campo medico per valutare nel modo più preciso possibile l'effettiva efficacia dei farmaci, e come si possa agire per alterarne il risultato. A cominciare dal meccanismo più semplice e subdolo, la mancata divulgazione di studi clinici sfavorevoli, consuetudine molto pericolosa, in particolare nel caso di studi sovvenzionati dalle case farmaceutiche stesse, chiaramente non interessate a far conoscere risultati non convenienti per i loro interessi. Studi recenti compiuti in proposito hanno mostrato una sensibile differenza nella pubblicazione di trial, legata all'ottenimento o meno dei risultati voluti. Interessante, a tal proposito, il fatto che attraverso l'uso di una revisione sistematica si sia dimostrato come gli studi finanziati dall'industria abbiamo una probabilità quattro volte maggiore di arrivare a risultati positivi, rispetto a quelli finanziati da enti indipendenti e/o Stato. Un problema, conosciuto come "publication bias", che riguarda comunque tutto l'ambito della ricerca scientifica, dove i risultati negativi tendono a essere considerati meno significativi dai ricercatori stessi e quindi non pubblicati o divulgati per scelta, fatto che comporta la scomparsa di dati fondamentali per valutare correttamente l'efficacia terapeutica dei farmaci. Inoltre, tra i vari stratagemmi utilizzati dall'industria farmaceutica, per alimentare la falsificazione intenzionale dei clinical trials, il fatto di interrompere prematuramente uno studio con risultati ancora parziali – le cosiddette breakthrough therapy, molto di moda attualmente – sono letalmente deleterie, se si vogliano ottenere dati imparziali, e quindi a tutela dei pazienti. Vengono messi in commercio ogni anno, farmaci peggiori (a livello terapeutico) dei trattamenti disponibili per una determinata patologia. E, le industrie, nonostante le promessi iniziali, non compiono ulteriori studi, per saggiarne l'efficacia e/o sicurezza – una volta che il farmaco sia entrato in commercio – con il tacito assenso delle autorità regolatorie. Dati che comunque risulta complicato recuperare, anche per la scarsa collaborazione e trasparenza adottata dagli organismi pubblici di controllo e garanzia, tra cui FDA, EMA, MHRA, che vengono spesso meno ai loro doveri, ostacolando il lavoro dei ricercatori.
L'autore, inoltre, alla fine del capitolo, propone delle strategie per migliorare la trasparenza dei dati. Tra queste:
- Pubblicazione integrale di tutti i dati riguardanti gli studi clinici, entro un anno dalla conclusione.
- Istituzione di un organismo incaricato di verificare tale procedura, e una legislazione ad hoc con pene severe per i trasgressori
- Revisioni sistematiche comprendenti tutti gli studi su un determinato farmaco/molecola
- Tutti i rapporti e i dati sugli studi clinici dovrebbero essere accessibili, anche on line, compresi quelli passati.[3][6]

Nel capitolo seguente vengono spiegati i passaggi a cui viene sottoposto un nuovo farmaco durante le fasi di sperimentazione, e quali siano i relativi punti critici nel processo. Compito quindi delle autorità di controllo è la successiva valutazione delle prove di efficacia acquisite e del grado di sicurezza dimostrato, per concedere il benestare all'immissione in commercio. Un problema ancora più serio è quello dei bassi standard utilizzati nei trial richiesti per l'approvazione, filtri poco selettivi, e con ampie possibilità di dilazioni, a cui comunque in caso di inadempienze non seguono mai sanzioni. Il tutto aggravato dalla tendenza alla segretezza delle autorità di controllo, poco propense a divulgare i dati in loro possesso. Una consuetudine ingiustificata, che va contro la necessità scientifica della verifica più ampia possibile degli studi, alla ricerca dei possibili errori e manipolazioni che spesso vi si annidano. Che possono assumere aspetti molto differenti: dalla frode grossolana, alle più sottili modifiche nei protocolli dei trial, ai difetti legati alla scarsa rappresentatività del campione, fino alla sfacciata reinterpretazione dei risultati secondo convenienza. Molto interessanti, a tal proposito sono gli esempi proposti riguardo agli studi di fase I (First in man), in cui le compagnie farmaceutiche, negli Stati uniti utilizzano senzatetto, o persone ai margini della società, contravvenendo alla Dichiarazione di Helsinki, in cui si afferma che la ricerca è giustificata solamente se la popolazione dei "partecipanti" beneficerà dei risultati. Ma il sistema sanitario americano non è universalistico per cui tali categorie sono tagliate fuori, non potendosi permettere un'assicurazione sanitaria. Agghiacciante è la storia avvenuta a Kano in Nigeria, in cui nel bel mezzo di un'epidemia di meningite, i partecipanti al trial, su un nuovo antibiotico non siano stati informati del fatto che avrebbero partecipato a una sperimentazione clinica, e della presenza di trattamenti alternativi (e validi), disponibili. Ottenendo l'effetto paradossale di una sostanziale carenza di dati affidabili riguardo alle migliori strategie di cura per patologie anche molto comuni, a fronte della grande abbondanza di studi eseguiti e pubblicati. Per risolvere questo problema, l'autore suggerisce una modalità semplificata per eseguire trial di ampia portata, sfruttando i sistemi sanitari pubblici, con spesa limitata e modifiche minime sulle procedure attuali, oberate da un eccesso di burocrazia spesso inutile.
Il sesto capitolo affronta il tema delle politiche di marketing delle aziende farmaceutiche, e dei sistemi che usano per promuovere i loro prodotti, spesso molto oltre la loro effettiva utilità terapeutica. Creando così aggravi pesanti per i sistemi sociali e assicurativi, costretti a farsi carico di spese inutili legate alle scelte commerciali delle aziende private. Che su questo aspetto investono cifre ben maggiori di quelle impiegate nella ricerca e sviluppo dei farmaci, sovvenzionando in modo non sempre manifesto medici, celebrità, organizzazioni mediche, gruppi di pazienti e loro campagne per l'accesso a cure talvolta ancora dubbie. E arrivando in casi estremi a supportare la creazione di malattie fittizie e relative aspettative di cura, secondo un processo conosciuto come disease mongering. Naturalmente, andrebbe anche abolita la pubblicità sui medicinali, poiché è stato dimostrato che ciò influenza le scelte dei pazienti, in maniera non obbiettiva e trasparente. Più comunemente, sostenendo in vari modi i medici compiacenti, a cui vengono forniti corsi gratuiti con relativi viaggi e cene, ruoli di relatori nei congressi e, nel caso di collaborazioni ancora più strette, articoli già confezionati da scrittori ombra per aumentare la produzione accademica favorevole. Un'influenza che tende a coinvolgere anche le più importanti riviste accademiche, sovvenzionate in modi palesi e occulti, malgrado i diversi tentativi fatti per arginare queste interferenze. Emblematico è il caso descritto dell'omeprazolo e del suo analogo esomeprazolo. Molecole identiche, con le stesse indicazioni, la seconda messa in commercio dalla stessa azienda, una volta scaduto il brevetto della prima, al solo scopo di continuare a lucrare a spese dei medicinali equivalenti.
Il capitolo conclusivo riassume brevemente le problematiche affrontate, sottolineandone l'attualità e la gravità, suggerendo alcune linee di azione per avviare dei cambiamenti sostanziali che ci permettano in un futuro prossimo di ottenere dati realmente affidabili ed esenti dalle attuali distorsioni.